# Elaphoglossum yungense
Elaphoglossum yungense là một loài thực vật có mạch trong họ Lomariopsidaceae. Loài này được de la Sota mô tả khoa học đầu tiên năm 1973.